# Frankophonie

Karte zur weltweiten Verbreitung der französischen Sprache

Karte aller Vollmitglieder, assoziierter Staaten und Beobachter der Organisation internationale de la Francophonie (OIF)

Die fünf Farben in der Flagge der OIF symbolisieren die fünf Kontinente.

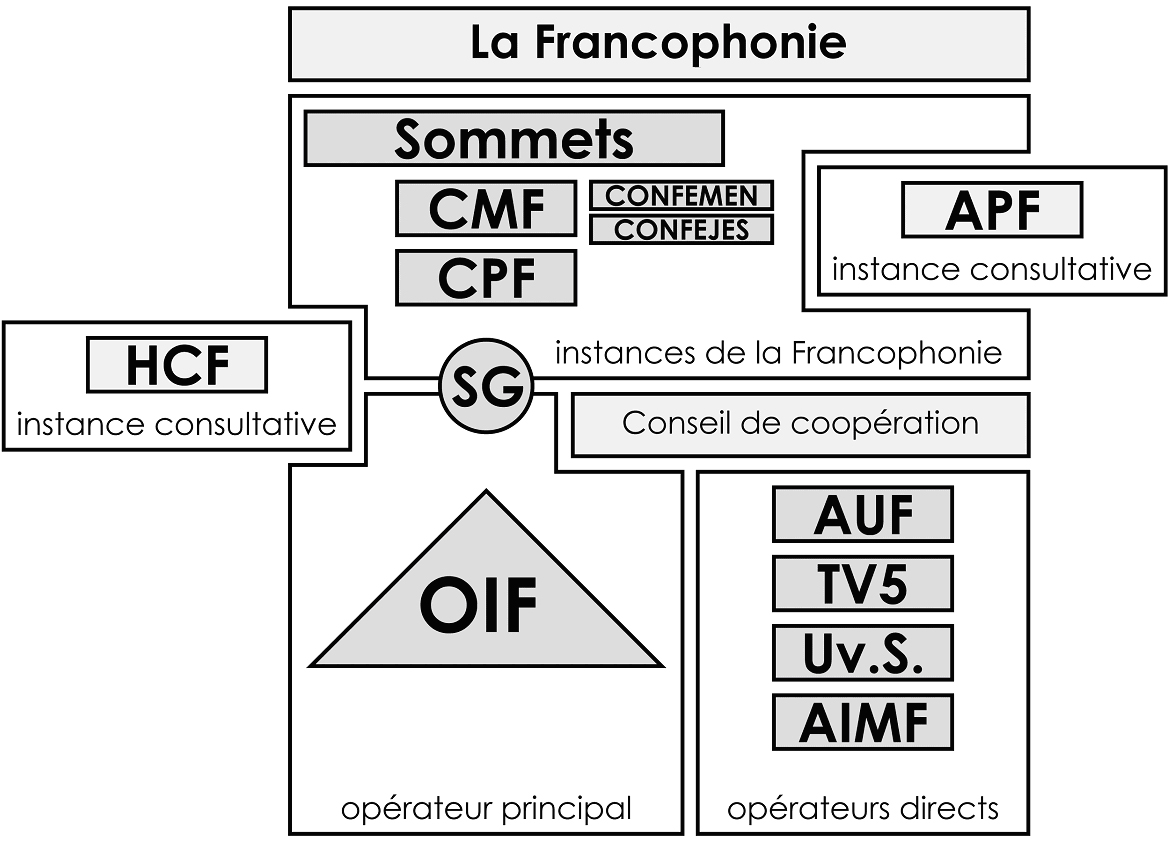
Organigramm der Frankophonie. Nach der Ministerkonferenz (CMF) 2005 in Antananarivo ist die OIF der Hauptakteur der Frankophonie.

Der Begriff Frankophonie (oft auch Francophonie) ist auf zwei Bedeutungsebenen zu verstehen: Einerseits wird als Frankophonie die Gesamtheit der französischsprachigen (frankophonen) Territorien, also der französische Sprachraum bezeichnet. Zu diesem Sprachraum zählen mindestens solche Territorien, in denen Französisch offizielle Sprache ist (32 Staaten), sowie Territorien, in denen Französisch Muttersprache der Bevölkerungsmehrheit ist.
Andererseits wird auch die Organisation internationale de la Francophonie (OIF; auf Deutsch ‚Internationale Organisation der Französischsprachigkeit‘), der 57 Mitgliedstaaten angehören, oft als die Frankophonie bezeichnet. Unterschieden wird im Französischen durch die Groß- bzw. Kleinschreibung. Der Sprachraum wird als la francophonie (mit kleinem f) bezeichnet, die Organisation als la Francophonie (mit großem F).
Die OIF schließt neben Frankreich unter anderem auch zahlreiche ehemalige französische Kolonien ein, die heute noch mehr oder weniger kulturellen, sprachlichen und jedenfalls politischen Kontakt zur ehemaligen Kolonialmacht pflegen und/oder in denen Frankreich im Krisenfall als Schutz- und Ordnungsmacht auftritt. Die OIF wird daher auch als französisches Pendant des britischen Commonwealth gesehen. Spätestens mit der Aufnahme von Staaten wie Moldau und Bulgarien, die weder historisch noch sprachlich-kulturell einen unmittelbaren Bezug zu Frankreich haben, zeigt diese Organisation ihren geopolitischen Charakter.
In den insgesamt 88 OIF-Mitgliedsterritorien und den 26 Territorien mit OIF-Beobachterstatus lebten 2018 etwa 300 Millionen Französischsprecher (einschließlich Nicht-Muttersprachler). Generalsekretärin der OIF ist die ruandische Politikerin Louise Mushikiwabo.

## Entwicklung
Bereits 1880 wurde der Begriff Frankophonie vom Geographen Onésime Reclus (1837–1916) zum ersten Mal verwendet.
Internationalen Durchbruch erreichte die Organisation internationale de la Francophonie (OIF) vor allem unter dem Vorsitz des ehemaligen UNO-Generalsekretärs Boutros-Ghali 1997 bis 2002.
Die Regierung Chirac/de Villepin hatte den Kampf gegen die Vorherrschaft des Englischen auf ihre Fahne geschrieben. Der damalige Kulturminister Renaud Donnedieu de Vabres trieb zwei Dinge voran: einen französischsprachigen weltweiten Nachrichtensender (nach dem Muster von CNN) und eine spezielle Suchmaschine (allgemein und zur Digitalisierung von Büchern). Während das erste Projekt zuerst den Anschein machte zu scheitern, ist das sowohl auf Französisch als auch auf Arabisch und Englisch empfangbare France 24 inzwischen auf Sendung gegangen. Aber auch für sein zweites Projekt gewann Kulturminister de Vabres eine (zurückhaltende) Unterstützung anderer Europäer. Es fehlt allerdings an Geld.
Im Jahr 2013 erlaubte die Kulturministerin Geneviève Fioraso den Unterricht auf Englisch in einigen Lehrveranstaltungen von staatlichen Universitäten, nachdem private (Wirtschafts-)Hochschulen sowie die Grandes Écoles schon seit Jahren eine entsprechende Ausnahmegenehmigung genutzt hatten. Der Erlass führte, wie stets bei solchen Anlässen, zu einer mit hohen Tönen geführten Debatte über die Bedeutung der Frankophonie heute. Mitglieder der Académie française sprachen von „beispielloser Verarmung und Marginalisierung“ des Französischen, andere Professoren beschworen das „Ende der französischen Universalkultur“, Frankreich werde zu einer „Provinz unter sprachlicher Vormundschaft“. Eine andere Stimme warnte: „Fioraso will erzwingen, dass in der Sprache der Wall Street gelehrt wird.“ Der Abgeordnete in der Nationalversammlung Pouria Amirshahi, Vertreter der außerhalb Frankreichs wohnenden Franzosen in Nord- und Westafrika, mahnte, es sei Frankreichs Mission, „die französische Sprache in der ganzen Welt zu verteidigen“. Andere meinten, der Plan verstoße gegen das Toubon-Gesetz zum Schutz der Frankophonie von 1994. Fioraso blieb jedoch erfolgreich.
Aus Anlass der Buchmesse Frankfurt 2017 betonten 52 Autoren, dass die französische Sprache allen sie Sprechenden weltweit gehört, nicht nur den Franzosen. Sie nahmen damit einen ähnlichen Appell von 2007 wieder auf:

„„All das, was seit Anbeginn der Zeit geschrieben wurde, gehört uns allen“, wiederholte Theaterregisseur Antoine Vitez mit Nachdruck. Und wir fühlen uns dazu gedrängt, heute zu sagen, dass die französische Sprache allen gehört, und dass sie dank Entlehnungen und Übersetzungen existiert, genauso wie all die anderen Sprachen, denen sie begegnen konnte und die diese bereichert haben. Bereitwillig empfangen wir und heißen in unseren Wörtern willkommen, in unseren nicht perfekten und unvollkommenen Sprachen, alles, was die Anderen gesagt und geschrieben haben, ebenso wie alles, was heute geschrieben wird und was noch zu schreiben ist. Und auf diese Weise, wie uns Paul Ricœur nahelegt, diese „Sprachliche Gastfreundschaft also, bei der das Vergnügen, die Sprache des anderen zu bewohnen, vergolten wird durch das Vergnügen, bei sich, in seiner eigenen, gern aufnehmenden Bleibe, das Wort des Fremden zu empfangen“, zu ehren.“

Eine Fachorganisation der Frankophonie ist die Association internationale des maires francophones.

## Mitglieder der OIF
Im Folgenden sind die Mitgliedsländer der Organisation internationale de la Francophonie nach Kontinent und Mitgliedsstatus aufgelistet (Stand 2018).

### Europa
Vollmitglieder und assoziierte Mitglieder (A)
- Albanien
- Andorra
- Belgien sowie mit eigenem Sitz:
  -  Wallonie-Bruxelles
- Bulgarien
- Frankreich
- Griechenland
- Kosovo (A)
- Luxemburg
- Moldau
- Monaco
- Nordmazedonien
- Rumänien
- Schweiz
- Serbien (A)
- Zypern (A)

Beobachtende Funktion
- Bosnien und Herzegowina
- Estland
- Irland
- Kroatien
- Lettland
- Litauen
- Malta
- Montenegro
- Österreich
- Polen
- Slowakei
- Slowenien
- Tschechien
- Ukraine
- Ungarn

### Nord- und Südamerika
Vollmitglieder
- Dominica
- Haiti
- Kanada sowie mit eigenem Sitz:
  -  Nouveau-Brunswick
  -  Québec
- St. Lucia
- unter den französischen Überseegebieten:
  -  Saint-Pierre und Miquelon

Beobachtende Funktion
- Argentinien
- Costa Rica
- Dominikanische Republik
- Mexiko
- Uruguay
- unter den kanadischen Provinzen:
  -  Ontario
- unter den US-Bundesstaaten:
  -  Louisiana

Anmerkung: Französisch-Guyana hat keinen eigenen Sitz in der OIF.

### Afrika
Vollmitglieder und assoziierte Mitglieder (A)
- Ägypten
- Äquatorialguinea
- Benin
- Burundi
- Dschibuti
- Côte d’Ivoire
- Gabun
- Ghana (A)
- Guinea
- Guinea-Bissau
- Kamerun
- Kap Verde
- Komoren
- Demokratische Republik Kongo
- Republik Kongo
- Madagaskar
- Marokko
- Mauritius
- Mauretanien
- Ruanda
- São Tomé und Príncipe
- Senegal
- Seychellen
- Togo
- Tschad
- Tunesien
- Zentralafrikanische Republik

Beobachtende Funktion
- Gambia
- Mosambik

### Asien
Vollmitglieder und assoziierte Mitglieder (A)
- Armenien
- Kambodscha
- Katar (A)
- Laos
- Libanon
- Vereinigte Arabische Emirate (A)
- Vietnam

Beobachtende Funktion
- Georgien
- Südkorea
- Thailand (aktuell ausgeschlossen)

### Ozeanien
Vollmitglieder und assoziierte Mitglieder (A)
- Vanuatu
- unter den französischen Überseegebieten:
  -  Neukaledonien (A)

### Beantragte und zurückgezogene Mitgliedschaft
Im Jahr 2016 beantragte Saudi-Arabien die Mitgliedschaft. Kurz vor dem Entscheid am Gipfel von Erewan 2018 zogen die Saudis den Antrag jedoch zurück.

### Austritte
2023 erklärten folgende afrikanische Mitglieder ihren Austritt:
- Burkina Faso
- Mali
- Niger

## Zur Verbreitung der französischen Sprache
Einige Daten zur Nutzung der französischen Sprache:
- Über 900.000 Sprachlehrer unterrichten Französisch weltweit.
- Französisch ist
  - Amtssprache bzw. eine von mehreren offiziellen Amtssprachen in 32 Staaten.
  - die zweithäufigste Muttersprache der EU-Bürger (nach Deutsch).
  - die zweithäufigste angewendete Sprache (19 %) in den Behörden der EU (nach Englisch mit 41 %)
  - die dritthäufigste Internetsprache innerhalb der EU (nach Englisch und Deutsch).

Französisch ist unter anderem die Amtssprache bei folgenden internationalen Organisationen:
- Vereinte Nationen sowie viele ihrer Unterorganisationen
- Europarat
- Europäischer Gerichtshof
- Welthandelsorganisation (WTO)
- Internationale Arbeitsorganisation (ILO)
- Weltgesundheitsorganisation (WHO)
- Organisation für wirtschaftliche Zusammenarbeit und Entwicklung (OECD)
- Weltorganisation für geistiges Eigentum (WIPO)
- Organisation des Nordatlantikvertrags (NATO)
- Weltpostverein (UPU, Union Postale Universelle)
- Internationales Olympisches Komitee (IOK)

Die 57 OIF-Staaten repräsentieren:
- 8,1 % der Weltbevölkerung[8]
- 29 % der UNO-Mitgliedstaaten
- 4,2 % der weltweiten Bruttonationaleinkommens (2010)[9]